# Seaqueam Millington
Seaqueam Millington (* 1. Mai 1996) ist ein Fußballspieler aus St. Vincent und die Grenadinen.

## Karriere
Er spielt als Stürmer beim Premierligisten Sion Hill FC. Am 4. Juni 2016 debütierte er in der Qualifikation zum Caribbean Cup 2017 in der Nationalmannschaft von St. Vincent und den Grenadinen in einem Spiel gegen Suriname. Drei Tage später bestritt er gegen St. Kitts und Nevis sein zweites und bislang letztes Länderspiel.